# Mesulemete
Mesulemete foi a esposa do rei Manassés, de Judá, e avó de Josias. Seu pai chamava-se Haruz.
Seu nome é a forma feminina para Mesulão. Segundo o historiador Flávio Josefo, Mesulemete era da cidade de Jotbá.